# Скрябинский переулок
Скря́бинский переу́лок — небольшая улица в центре Москвы в Мещанском районе Центрального административного округа от Слесарного переулка до Большой Переяславской улицы.

## История
Переулок известен с XIX века, когда был частью бывшего Нероновского переулка. Назван по фамилии домовладельца.

## Расположение
Скрябинский переулок начинается от Слесарного переулка, проходит на восток, направо от него начинается Яблонный переулок. Заканчивается на Большой Переяславской улице.

## Учреждения и организации
- В настоящее время учреждения и организации, расположенные в домах вдоль переулка имеют адреса по Банному, Орлово-Давыдовскому переулкам либо по Большой Переяславской улице.